# Zandpiekhaartonnetje
Het zandpiekhaartonnetje (Cercophora arenicola) is een schimmel uit de familie Neoschizotheciaceae. Het komt voor op brandplekken.

## Kenmerken
De ascomata (perithecia) zijn ovaal tot peervormig en 250-450 µm in diameter, meestal sterk gegroepeerd en oppervlakkig, met een hals die papillair is en tot 150 µm hoog. Ze zijn zwart, membraanachtig, eerst met spaarzame stijve dikke donkere haren, maar worden vaak kaal. Het peridium bestaat uit twee of drie lagen. De interasciale weefsels bestaan uit overvloedige dunwandige eenvoudige parafysen zonder duidelijke slijmlaag. De asci zijn cilindrisch tot smal cilindrisch-klavervormig, dunwandig, langgesteeld, en hebben een opvallende J-vormige apicale ring. Ze zijn 8-sporig en meten 125-180 x 11-18 µm. De ascosporen zijn aanvankelijk 45-70 x 4,5-5,5 µm, S-vormig of geknikt aan de basis, hyaliene, dunwandig, eerst aseptaat maar ontwikkelen vaak 3-4 septa. Ze hebben twee geleidelijk toelopende gelatineuze aanhangsels aan beide polen. De bovenste cel zwelt uiteindelijk op en wordt donkerbruin, met een subapicale kiempore.

## Verspreiding
In Nederland komt het zandpiekhaartonnetje uiterst zeldzaam voor.